# Мота (вулкан)
Мота (англ. , фр. и бисл. Mota) — вулкан на одноименном острове, в группе островов Банкс в составе Новых Гебрид (Вануату), 446 м. Расположен восточнее о. Вануа-Лава. Координаты: 14°12′ ю. ш. 167°30′ в. д.
Вершина диаметром 10 км. Размещен на подводном вулканическом плато. На склонах имеется много паразитических конусов.